# 8912 Ohshimatake
8912 Ohshimatake eller 1995 YN1 är en asteroid i huvudbältet som upptäcktes den 21 december 1995 av den japanska astronomen Takao Kobayashi vid Ōizumi-observatoriet. Den är uppkallad efter Takeshi Oshima.
Asteroiden har en diameter på ungefär 11 kilometer och den tillhör asteroidgruppen Themis.